# Alessandra Sanguinetti
Alessandra Sanguinetti (Nova York, 1968) és una fotògrafa estatunidenca. Va viure a l'Argentina des del 1970 fins al 2003 i actualment resideix a Nova York. Sanguinetti va rebre la Guggenheim Foundation Fellowship i la Hasselblad Foundation Grant. Representada per la Galeria Yossi Milo de Nova York i per Ruth Benzacar a Buenos Aires, les seves fotografies s'inclouen en col·leccions públiques i privades com el MoMA (NY), el San Francisco Museum of Modern Art, el Museum of Fine Arts de Houston i el Museum of Fine Arts de Boston. L'any 2006 va publicar el seu primer llibre, On the Sixth Day (Nazraeli Press). Ha fotografiat per a revistes com The New York Times Magazine, LIFE, Newsweek i New York Magazine. Sanguinetti acaba de ser nomenada per formar part de l'agència Magnum.